# ددونوپیتیا
ددونوپیتیا (به لاتین: Dedunupitiya) یک منطقهٔ مسکونی در سری‌لانکا است که در استان مرکزی (سری‌لانکا) واقع شده‌است.